# Almesåkra församling
Almesåkra församling är en församling i Nässjö pastorat i Södra Vätterbygdens kontrakt i Växjö stift i Svenska kyrkan. Församlingen ligger i Nässjö kommun i Jönköpings län.

## Administrativ historik
Församlingen har medeltida ursprung. 
Församlingen har varit annexförsamling i ett pastorat med Malmbäcks församling som moderförsamling, vilket mellan 1525 och 1962 också omfattade Ödestugu församling. Från en tidpunkt efter 1998 men före 2003 till 2014 ingick församlingen i Norra Sandsjö pastorat. Från 2014 ingår församlingen i Nässjö pastorat.

## Klockare och organister
| Verksam   | Namn          | Levnadstid | Övrigt   |
| --------- | ------------- | ---------- | -------- |
| 1714-1716 | Jan Jansson   |            | Klockare |
| 1769-1774 | Sven Olofsson |            | Klockare |
| 1785-1795 | Sven Sjödal   | 1729-      | Klockare |

## Kyrkor
- Almesåkra kyrka